# Loskälva skogs naturreservat
Loskälva skogs naturreservat är ett naturreservat i Norrtälje kommun i Stockholms län.
Området är naturskyddat sedan 2023 och är 44 hektar stort. Naturreservatet ligger nordväst om Norrtälje och består av barrblandskog med inslag av lövträd.